# اریلد اندرسن
اریلد اندرسن (انگلیسی: Arild Andersen؛ زادهٔ ۲۷ اکتبر ۱۹۴۵) موسیقی‌دان، آهنگساز سبک جاز اهل نروژ است.